# Obreja Nouă, Fălești
Obreja Nouă este un sat situat în vestul Republicii Moldova, în Raionul Fălești. Aparține administrativ de comuna Obreja Veche. La recensământul din 2004 avea o populație de 841 locuitori.